# Dum Dum Diddle
«Dum Dum Diddle» — песня шведской поп-группы ABBA, четвёртый трек на альбоме Arrival.
Песня выделяется в ряду работ группы как историей создания, так и особенностями релиза.

## История
Песня была записана во время одной из летних сессий к альбому Arrival, проходившей 19-20 июля 1976 года. К тому же периоду относится создание будущего альбомного трека «Tiger», завершённого через месяц, и композиции «Funky Feet» (о ней подробнее см. здесь).
В отличие от «Тигра», весьма энергичной поп-рок-композиции с довольно заметными ударными и немного крикливым вокалом в исполнении Агнеты и Фриды, «Dum Dum Diddle» отличается удивительной лёгкостью или, быть может, даже легковесностью мелодии, что делает эту композицию, наряду с «Take a Chance on Me», одной из последних работ группы, сделанных в этом ключе.
Что касается текста песни, то он также подвергался критике. Причём не только со сторон фанатов группы, но и со стороны самого автора — Бьорна Ульвеуса. В интервью он выражал своё недовольство результатами «творческих мук» и вспоминал, с каким трудом ему давалась каждая строчка в пять утра — всего за несколько часов до сессии в студии, к которой он, главный автор текстов, подошёл без каких-либо наработок.

## Релиз
- Впервые песня была выпущена в Швеции на альбоме Arrival 11 октября 1976 года. Она стала четвёртым треком на стороне «А».
- Одновременно с выходом альбома (т. е. в октябре 1976-го) в некоторых странах Европы вышла в эфир программа «ABBA-dabba-dooo!!», в рамках которой, среди прочего, были исполнены восемь из десяти песен нового альбома; в их числе была и «Dum Dum Diddle»[3].
- Имеются сведения, что в 1977 году лицензиат Polar Music в Южной Америке, RCA Records, выпустил песню в Аргентине как сингл[4][5], второй стороной которого стала опять-таки композиция «Tiger» (каталожный номер RCA 41A 2819). Однако за неимением в тот период официальных чартов синглов в Аргентине число проданных экземпляров установить не удаётся.
- В СССР выпущена на фирме грамзаписи "Мелодия" дважды: на лицензионном диске-гиганте Arrival и в первой части сборника зарубежной эстрады «Радуга», в который вошли песни известных групп и певцов середины и конца 70-х.

## Кавер-версии
- Шведская певица Хелен Шёхольм исполнила песню на трибьют-концерте ABBA в конце 1990-х.